# Rocky Mountain
Pour les articles homonymes, voir Montagnes Rocheuses et La Révolte des dieux rouges.
 (juillet 2007).
Si vous disposez d'ouvrages ou d'articles de référence ou si vous connaissez des sites web de qualité traitant du thème abordé ici, merci de compléter l'article en donnant les références utiles à sa vérifiabilité et en les liant à la section « Notes et références ».
Rocky Mountain est une marque canadienne de vélo tout terrain.

## Historique
(octobre 2007).
1978
Des employés d'un magasin de vélos de Vancouver, en Colombie-Britannique, modifient des vélos de route Nishiki en les équipant des pneus larges, de barres et de manettes de vitesse actionnées au pouce, avec moyeux à 5 vitesses ou dérailleurs à 10 vitesses.
1980
Ils contactèrent Tom Ritchey et se mirent à importer sa version du vélo de montagne. Ils le modifièrent pour affronter les dures pistes de la côte ouest. Dans la même période, ils commencèrent également à importer des pièces et des cadres européens.
1981
Pour des raisons de saine gestion, ils créèrent une nouvelle compagnie. Rocky Mountain Bicycles Ltd. fut incorporée à Vancouver (C.-B.), au Canada. La compagnie tire son nom des Montagnes Rocheuses, cette chaîne de montagnes qui domine la partie orientale de la Colombie-Britannique. Grayson Bain est un des trois fondateurs de la compagnie.
1982
Les fondateurs de Rocky Mountain partent avec Tom Ritchey au Japon pour explorer le monde des composantes de tubes de vélos de montagne. La même année, ils produisirent le premier vélo Rocky Mountain - le Sherpa - en modifiant certaines pièces de vélos existants. Il s'agit du premier vélo à pneus larges créé au Canada avec le Mikado Brutus de conception québécoise apparu en boutique (chaîne de boutiques La Cordée) la même année. Le Rocky Mountain Sherpa et le Mikado Brutus présentent, en 1982, la même configuration que les vélos de montagne de type «hardtail».
1984
La compagnie prend de l'expansion hors de Vancouver et réalise sa première vente dans l'est du Canada, un an après la sortie, au Québec, du Mikado Kamikaze, le petit frère du Mikado Brutus. Les modèles de Rocky Mountain de la saison 1985 incluaient des vélos de route et de montagne. Ils incluaient également un tandem appelé Cannonball, ainsi que des vélos de montagne classiques comme le Fat City Flyer et le Discovery. Cette même année voit le lancement du Blizzard.

1989
Rocky Mountain vendit son premier vélo en aluminium - le Stratos, avec un cadre en alu de la série 7000. Rocky Mountain connaît une expansion internationale et vend un total de cinq vélos[à vérifier] en Allemagne.
1996
Le Hammer Race est choisi vélo de l'année par le magazine californien Mountain Biking.
1997
Le groupe Procycle acquiert Rocky Mountain Bicycles et l'exploite comme entreprise indépendante. Tout le personnel et l'exploitation sont basés à l'usine de Delta en Colombie-Britannique.
1998
Rocky Mountain lance le premier vrai vélo de style freeride, le Pipeline. Mélange des modèles DH et XC, le Pipeline offre un réglage "sur le champ" avec un débattement de 4 à 6 pouces. Rocky Mountain commandite le nouveau film sur le freeride intitulé Kranked. Le monde entier peut visualiser les prouesses de Richie Schley, Wade Simmons et Brett Tippie, qui révolutionnèrent ce secteur de l'industrie.
1999
Rocky Mountain croît aux États-Unis à un rythme annuel de 40 %, alors que le marché est déprimé. Les ventes en Europe continuent également de croître. La capacité de production augmente encore et une nouvelle machine-outil à commande numérique est acquise pour soutenir la production et conserver la fabrication à l'atelier. Tous les vélos continuent d'être construits à Vancouver. 
2000
Le Element Race est nommé "Vélo de l'année" par le magazine allemand Mountain Bike Magazine
2001
Naissance du Slayer. Wade Simmons gagne la première compétition RedBull Rampage Freeride. Les lectures de Mountain Bike Magazine aux États-Unis choisissent Rocky Mountain comme étant la compagnie de vélo à la plus forte croissance. Naissance du Switch.
2002
Le Slayer est nommé "Vélo de l'année" par le magazine Mountain Biking. 
2003
Naissance du ETSX. 
2004
Marie-Hélène Prémont gagne une médaille d'argent aux Jeux olympiques d'Athènes sur un vélo Rocky Mountain.
2007
L'Element 70 est élu "Vélo de l'année" par le magazine Mountain Biking.
2008
Arrivée du Flatline et du Hammer Singlespeed 29" dans la gamme Rocky Mountain.
2009
Rocky Mountain annonce l'arrivée de son premier vélo en carbone. 
Lancement de l'Altitude.